# Isodureno
El isodureno o 1,2,3,5-tetrametilbenceno es un compuesto orgánico con la fórmula C6H2(CH3)4, clasificado como un hidrocarburo aromático. Es un líquido incoloro inflamable, casi insoluble en agua pero soluble en disolventes orgánicos. Se produce de forma natural en el alquitrán de hulla. El isodureno es uno de los tres isómeros del tetrametilbenceno; los otros dos son el prehniteno (1,2,3,4-tetrametilbenceno) y el dureno (1,2,4,5-tetrametilbenceno).

## Preparación
El isoodureno se puede preparar a partir de mesitileno, que se convierte en bromuro de mesitilo. Este último reacciona con el magnesio para dar el reactivo de Grignard, que puede alquilarse con sulfato de dimetilo: 
Industrialmente, el isodureno se puede aislar de la fracción reformada de las refinerías de petróleo. También puede producirse por metilación de tolueno, xilenos y trimetilbencenos.